# Akira Yasuda
Akira Yasuda (朗 安田 Akira Yasuda) (nacido el 21 de julio de 1964) es un artista japonés de animación, diseñador de personajes, diseñador de juegos y mecanismos de diseño, que trabaja bajo el seudónimo de "Akiman".

## Carrera
Yasuda antes era un empleado de la compañía de videojuegos Capcom (unión en 1985 ) y ha trabajado en muchos juegos de Capcom, asumiendo roles diferentes para el diseño de obras como el Final Fight y series Street Fighter II (incluyendo sus actualizaciones) bajo el seudónimo Akiman. También ha estado involucrado en la producción del anime, sobre todo Turn ∀ Gundam, Overman King Gainer y Code Geass - Hangyaku no Lelouch. Él dejó oficialmente Capcom en 2003 y comenzó a trabajar como artista independiente.